# 1158
1158 (MCLVIII) a fost un an obișnuit al calendarului iulian.

## Evenimente
- 1 ianuarie: Abatele Raymundo de Fitero (Navarra) solicită apărarea fortăreței Calatrava în fața posibilelor atacuri ale maurilor; este momentul care marchează întemeierea ordinului de Calatrava.
- 11 ianuarie: Vladislav al II-lea se încoronează ca rege al Boemiei la Ratisbonna.
- 14 iunie: Este întemeiat orașul Munchen de către ducele Henric Leul de Bavaria.
- iulie: Aflat în campanie în Italia, împăratul Frederic Barbarossa asediază orașul Brescia și îl silește să i se supună.
- 3 august: Împăratul Frederic Barbarossa întemeiază orașul Lodi, ca o contrapondere față de puterea Milanului.
- 8 august: Împăratul Frederic Barbarossa începe asediul asupra Milanului.
- 31 august: Tratatul de la Gisors. Se încheie în regiunea Vexin, între Franța și Anglia. Regele Franței, Ludovic al VII-lea, o trimite pe fiica sa nou născută Margareta în Anglia, pentru a fi promisă lui Henric, fiul de trei ani al regelui Henric al II-lea al Angliei, oferind ca dotă Gisors, Neaufles, regiunea Vexin din Normandia, care este pusă sub protecția cavalerilor templieri, ca garanție, până la majoratul lui Henric.
- 1 septembrie: Împăratul Frederic Barbarossa supune Milanul, zdrobind forțele comunale.

### Nedatate
- ianuarie-februarie: Campanie a regelui Balduin al III-lea al Ierusalimului și a cruciatului Thierry de Flandra împotriva emirului Nur ad-Din; cruciații reiau Harim.
- martie: Împăratul bizantin Manuel I Comnen ia măsuri împotriva marii proprietăți ecleziastice.
- decembrie: Împăratul bizantin Manuel I Comnen sosește în Cilicia și obține supunerea principelui armean Thoros; ajuns în Antiohia, îl obligă pe principele Renaud de Châtillon să plătească pentru raidul acestuia asupra Ciprului din 1156 și să recunoască supremația bizantină; la rândul său, regele Balduin al III-lea al Ierusalimului negociază cu basileul căsătoria sa cu nepoata acestuia, Theodora Comnena și participarea la o campanie comună asupra Alepului; aceasta din urmă eșuează, iar Manuel încheie un acord cu Nur ad-Din.
- Dieta de la Roncaglia, convocată de împăratul Frederic Barbarossa, care solicită pentru sine și pentru Imperiu mai multe drepturi ale comunelor din Italia de nord (dreptul de a impune tribut, de a bate monedă, de a promulga legi, de a numi magistrați, de a conduce armata etc); nefiind de acord, papa Adrian al IV-lea îl excomunică pe împărat.
- Ducele Henric Leul reconstruiește orașul Lübeck, primit de la Adolf de Holstein; Henric reorganizează Pomerania și luptă împotriva slavilor obodriți.
- Este introdusă lira sterlină în Anglia.
- Margraful Ottokar al III-lea de Stiria moștenește comitatul de Pitten.
- Negustori din Bremen întemeiază orașul Riga, la vărsarea Dvinei.
- Pace încheiată la Constantinopol pentru 30 de ani între împăratul bizantin Manuel I Comnen și normanzii din Italia.
- Portughezii cuceresc Palmela, Alcacer do Sal și Sesimbra, ultimele bastioane ale almoravizilor.
- Se desfășoară conflictul dintre cneazul Andrei Bogoliubski și scaunul metropolitan în contextul înscăunării unui mitropolit la Vladimir: Bizanțul intervine, reafirmând unicitatea Kievului ca metropolă a întregii Rusii și autorizează doar titlul episcopal pentru Vladimir.
- Se stabilește o linie regulată de transport cu galere între Veneția și Alexandria.

## Arte, Știință, Literatură și Filozofie
- Începe construirea catedralei din Vladimir.
- Se întemeiază dioceza de Derry, în Irlanda.
- Universitatea din Bologna obține primele sale privilegii, din partea împăratului Frederic Barbarossa.

## Înscăunări
- 11 ianuarie: Vladislav al II-lea, rege al Boemiei.
- 30 august: Alfonso al VIII-lea "cel Nobil", rege al Castiliei (1158-1214).

## Nașteri
- 23 septembrie: Geoffroi al II-lea, duce de Britania (d. 1186).
- Margareta de Franța, fiica regelui Ludovic al VII-lea (d. 1197).
- Ramon Berengar al III-lea, conte de Provence (d. 1181).

## Decese
- 27 iulie: Geoffroi al VI-lea, conte de Anjou (n. 1134).
- 30 august: Sancho al III-lea, rege al Castiliei (n. 1134).
- 22 septembrie: Otto de Freising, episcop și cronicar german (n.c. 1114).